# Pselaphostena fulvosignata
Pselaphostena fulvosignata là một loài bọ cánh cứng trong họ Mordellidae. Loài này được Franciscolo miêu tả khoa học năm 1957.